# Ángel Arredondo
Ángel Gael Arredondo «El niño» (Heroica Guaymas, 25 de octubre de 2006) es un beisbolista mexicano. Juega para los Diablos Rojos del México en la posición de campocorto.

## Trayectoria
Ángel Arredondo fue firmado por la Academia de Beisbol Alfredo Harp Helú por el 18 de octubre de 2021 y debutó en la Liga Mexicana de Béisbol el 21 de abril de 2023 con los Diablos Rojos del México en un encuentro ante Tigres de Quintana Roo. En Diablos Rojos tuvo un promedio de bateo de .226. 
En enero de 2024 fue anunciado su fichaje por los Texas Rangers, equipo con el que debutará para la temporada 2024.
Arredondo proviene de una familia con tradición de béisbol, es hijo del también tercera base Hernando Arredondo y sobrino de Luis «Rayo» Arredondo.